# Rodný dům Otokara Březiny
Rodný dům Otokara Březiny je dům v Počátkách, v domě je umístěna stálá expozice o díle a životě Otokara Březiny, dům je pod správou Městského muzea Počátky. Dům se nachází v Březinově ulici čp. 224.

## Historie
Dům byl zakoupen rodinou Jebavých v roce 1821, v přízemí domu byla ševcovská dílna otce Otokara Březiny (původním jménem Václav Jebavý), v poschodí byl byt rodiny. Otokar Březina dům po smrti obou rodičů ve svých 22 letech v roce 1890 prodal, protože mu prý připomínal rodiče, navíc v té době již v Počátkách nepůsobil. Později, v roce 1932 byla na domě umístěna pamětní deska s tématem Otokara Březiny, město pak dům v roce 1945 zakoupilo a v roce 1949 v domě zřídilo památník Otokara Březiny. V roce 2011 byla započata komplexní rekonstrukce domu, která skončila v roce 2013 a 15. června 2013 byla znovuotevřena expozice v domě.

## Expozice
Stálá expozice má tři místnosti.
Ve stálé expozici v domě jsou vystaveny předměty ze života Otokara Březiny, knihy a práce Otokara Březiny, vzpomínky a práce o Otokaru Březinovi, práce o přátelích Otokara Březiny – např. o Anně Pammrové, Jakubovi Demlovi, Františkovi Bílkovi a dalších. Uvedeny jsou také další dokumenty, např. úmrtní oznámení, korespondence, ex librisy od Michaela Floriana, Josefa Váchala, Jana Konůpka, busta Otokara Březiny, předměty z rodného domu, fotografie Otokara Březiny a další předměty.